# Cardware
Cardware heeft twee verschillende betekenissen, beide in de informatica:
- Het is een vorm van software waarbij de auteur als tegenprestatie voor gebruik een ansichtkaart wenst te ontvangen.

Omdat er geen financiële vergoeding tegenover staat is het freeware, het auteursrecht berust bij de auteur. Gebruik van cardware komt voornamelijk voor bij via het internet verspreide software. Dit zijn over het algemeen de lichtere applicaties, CGI-modules, PHP-classes en dergelijke. Het adres waar de auteur de kaart wenst te ontvangen is veelal vermeld in een van de brondocumenten van de software.
- Stuurprogramma voor geheugenkaarten